# کلم قرمز
کلم قرمز نوعی کلم است که برگ‌هایش برنگ قرمز تیره یا ارغوانی است. به‌هرحال رنگ گیاه بسته به پی‌اچ خاک که ناشی از رنگدانه‌ای است که به گروه آنتوسیانین‌ها تعلق دارد تغییر می‌کند. در خاک‌های اسیدی برگ‌ها بیشتر مایل به قرمز، و در خاک‌های خنثی بیشتر ارغوانی می‌شوند، در حالیکه در خاک‌هایی که حالت قلیایی دارند کلم‌هایی با رنگ نسبتاً مایل به سبز-زرد رشد می‌کنند. این مسئله دلیل متفاوت بودن نام این گیاه در مناطق مختلف را مشخص می‌کند. از این گذشته، از عصارهٔ کلم قرمز به عنوان شناساگر پی‌اچ ساخته‌شده در خانه می‌توان استفاده کرد که در اسیدها به رنگ قرمز و در محلول‌های اسیدی برنگ سبز/زرد درمی‌آید. آن را می‌توان در اروپای شمالی، سراسر آمریکا و چین پیدا کرد.
هنگام پختن رنگ کلم قرمز آبی می‌شود و برای حفظ رنگ قرمز باید سرکه یا میوه‌های اسیدی به دیگ اضافه کرد.
کلم قرمز برای رشد به خاک حاصلخیز و رطوبت کافی نیاز دارد. این گیاه فصلی است که در بهار کشت شده و در اواخر پاییز برداشت می‌شود. کلم قرمز نسبت به خویشاوندان سفیدش دوام بیشتری دارد و برای ماندگاری در زمستان نیازی به تبدیل آن به ترشی نیست.

## استفاده
کلم قرمز اغلب به صورت خام و برای سالاد و سالادکلم استفاده می‌شود. این سبزی را به صورت پخته شده هم می‌توان خورد. به‌طور سنتی همراه بسیاری از غذاهای آلمانی سرو می‌شود. هنگام کریسمس می‌توان آن را خرد کرده و به همراه کباب غاز فصلی سرو کرد.

## کشت

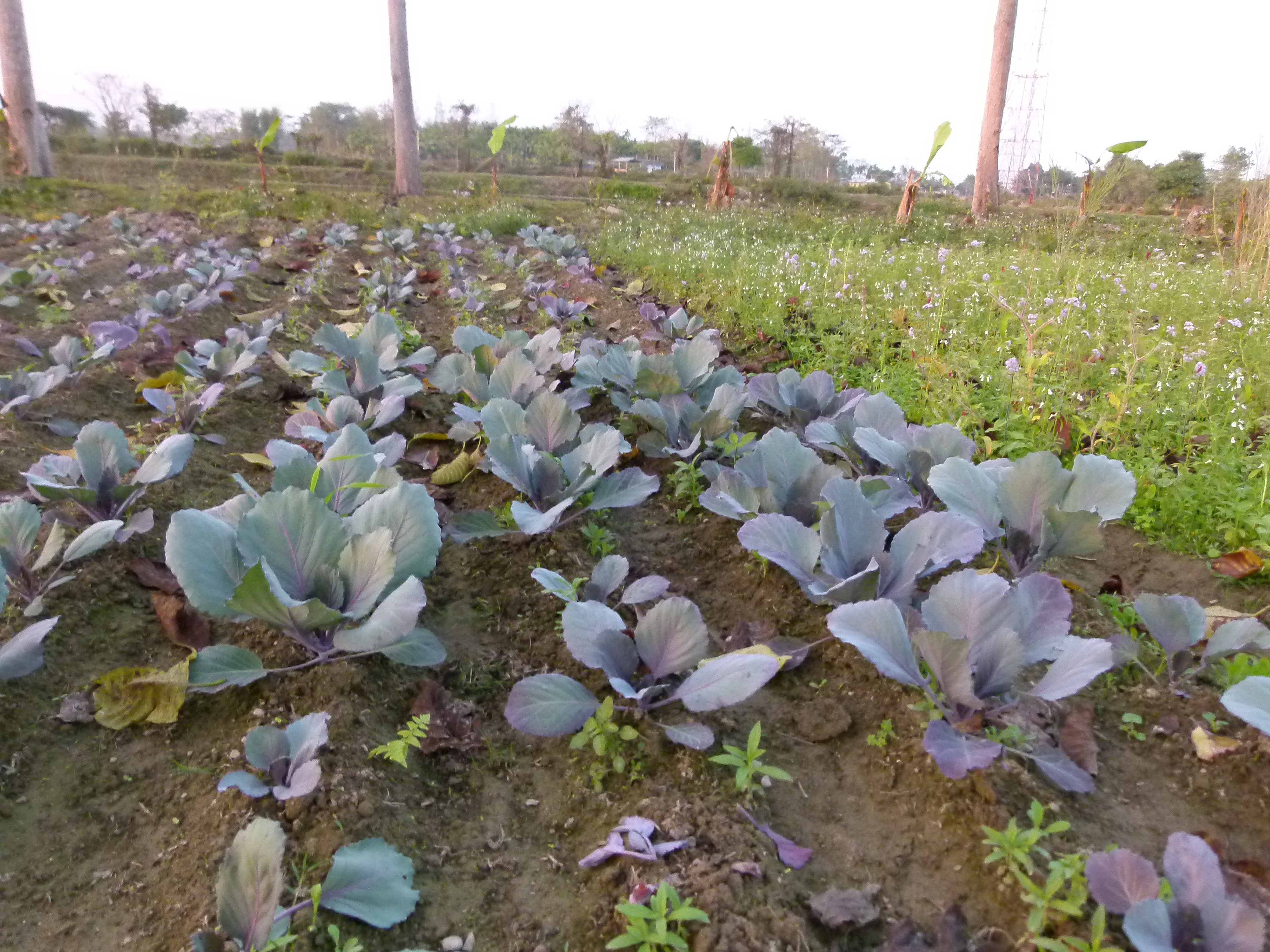
کاشت کلم‌قرمز در یک مزرعه

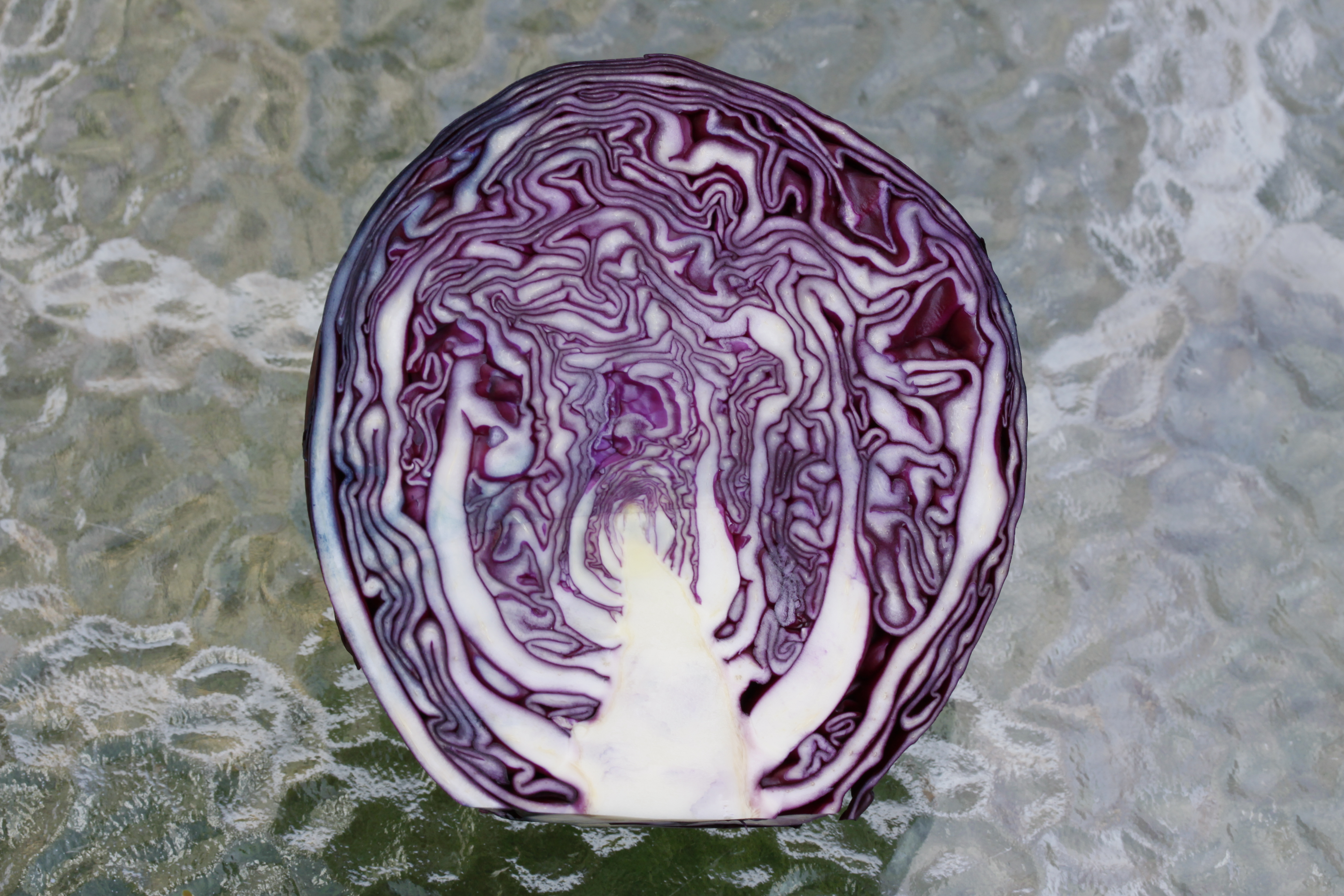
برشی از یک کلم‌قرمز

توصیه می‌شود دانه‌های کلم قرمز ۴ هفته قبل از آخرین سرما در داخل خانه کشت شود. ته ظرف را برای عبور آب سوراخ کنید. گلدان، کارتن تخم‌مرغ، سینی ظروفی هستند که می‌توان برای کاشت جوانه از آن‌ها استفاده کرد. زمانی که ارتفاع جوانه‌ها به ۵٫۱ سانتیمتر رسید و اولین برگ‌ها درآمدند می‌توان آن‌ها را به خارج از خانه منتقل کرد. کلم قرمز در بیشتر مراحل رشدش آب وهوای مرطوب و خنک را ترجیح می‌دهد، بنابراین کمی بعد از زمستان و در حالیکه هنوز هوای بهار خنک است می‌توان آن‌ها را در زمین کاشت. کلم‌ها را باید با فاصله ۳۰ تا ۶۶ سانتیمتر از هم کاشت. آن‌ها اغلب به آبیاری نیاز خواهند داشت ولی به رسیدگی کمی نیاز دارند.

## شناساگر پی‌اچ

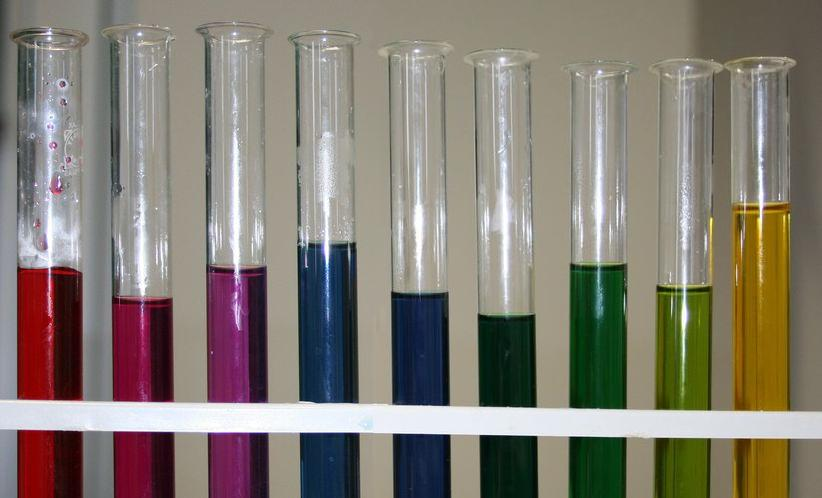
تاثیر عصاره کلم قرمز به عنوان شناساگر پی‌اچ (محلول اسیدی قوی در سمت چپ و محلول قلیایی قوی در سمت راست)

عصاره کلم قرمز حاوی آنتوسیانین است و می‌تواند به عنوان شناساگر پی‌اچ مورد استفاده قرار گیرد. در اسیدها (pH <7) رنگ آن قرمز، صورتی یا متمایل به قرمز است، و ازآبی تا سبز و زرد در محلول‌های قلیایی pH> 7 تغییر می‌کند.

## مواد غذایی
میزان ویتامین A کلم قرمز ۱۰ برابر کلم سبز و میزان آهن آن دو برابر کلم سبز است.